# Javier Cremades Sanz-Pastor
Javier Cremades Sanz-Pastor (Zaragoza, 27 de enero de 1946-Madrid, 7 de enero de 2021) fue un sacerdote español, incardinado en la Prelatura del Opus Dei.

## Biografía
Nació en Zaragoza, en el seno de una familia numerosa. Sus padres, Juan Antonio Cremades Royo ─abogado, político, diputado de la CEDA y gobernador civil de Lérida─ y Pilar Sanz-Pastor tuvieron diez hijos: Juan Antonio, María Pilar, Bernardo María, Javier, María Carmen, Carlos, Sabela, Pablo, Conchita y Ana María. Durante sus años universitarios en la facultad de Derecho de la Universidad de Zaragoza, su padre Juan Antonio conoció a Josemaría Escrivá de Balaguer. Tiempo después, cuando falleció la madre de Josemaría, Dolores Albás —22 de abril de 1941—, Juan Antonio Cremades le proporcionó un vehículo a éste para que llegara a tiempo de poder despedirse de su madre antes de su entierro. 
Javier fue bautizado en la Basílica del Pilar, donde años después celebraría su primera misa. Concluyó el bachillerato en el instituto Goya, y se trasladó a Pamplona para realizar los estudios universitarios en la facultad de Medicina de la Universidad de Navarra. En esos años, mientras residía en el C.M. Belagua y estudiaba Medicina decidió formar parte del Opus Dei. Anteriormente, en 1958 había conocido a Josemaría Escrivá.
Tras realizar los tres primeros cursos de la licenciatura en Medicina en la Universidad de Navarra, se trasladó a la Universidad de Salamanca donde obtuvo la licenciatura en Medicina y Cirugía.
Entre 1969 y 1973 vivió en Roma con Josemaría Escrivá. Javier se refería a esa época romana señalando que fueron "unos años inolvidables que dejaron en mi alma esa huella que sólo pueden dejar los santos". Recordaba a Escrivá "hablándonos de libertad: Pensad en todo como os de la gana, haced siempre lo que os parezca mejor. Sois libérrimos".
En 1973 fue ordenado sacerdote, y en 1978 se doctoró en Teología en la Universidad de Navarra. Desarrolló su actividad pastoral en Pamplona, Santiago de Compostela, Madrid y el santuario de Torreciudad.
En Madrid, fue nombrado capellán de las facultades de Derecho y de Ciencias de la Información de la Universidad Complutense de Madrid; fundó Cáritas Universitaria; miembro del Consejo Presbiteral; rector de la iglesia del Espíritu Santo y delegado de actos públicos del Arzobispado de Madrid.
Entre estos últimos, en 2011 dirigió los actos centrales de la Jornada Mundial de la Juventud celebrados en la capital de España. Entre otras cosas, convenció a la familia Domecq para que sus caballos danzaran ante Benedicto XVI en la puerta de Alcalá; a un buen número de cofradías de diversos puntos de España, para que trajeran sus mejores imágenes al Vía Crucis que se realizó desde la plaza de Colón hasta Cibeles; al Ayuntamiento de Madrid para que convirtieran durante unos días el parque del Retiro en un confesionódromo gigante; y a los canónigos de la catedral toledana para que prestaran su custodia de Arfe para la adoración nocturna celebrada en Cuatro Vientos, organizando la mayor liturgia en la historia de España hasta entonces.
Desde junio de 2015 hasta octubre de 2016 fue rector del santuario de Torreciudad. Tuvo que dejar el cargo debido a que su dolencia pulmonar le impedía seguir trabajando.
Su afán evangelizador le llevó a impulsar diversas iniciativas, como la difusión de un crucifijo como «la medicina que todo lo cura», en una caja con un prospecto destacando sus usos y ventajas, del que se hicieron cerca de dos millones de unidades; o la edición de un plano del Metro de Madrid, adaptado al rezo del Rosario.
Falleció en Madrid, a causa de una enfermedad pulmonar el 7 de enero de 2021.

## Publicaciones
- Cremades Sanz-Pastor, Javier, Los planes de Los Cremades: una familia amiga de san Josemaría, Madrid, Letragrande, 2020, 1ª, 196 pp. ISBN: 9788409195350.